# Мингинфел, Мануэль
Мануэль Мингинфел (англ. Manuel Minginfel; род. 28 сентября 1978 года) — тяжёлоатлет из Федеративных Штатов Микронезии, знаменосец команды Федеративных Штатов Микронезии в 2000, 2004, 2008 и 2012 годах.

## Карьера
На Олимпиаде-2004 в весовой категории до 62 кг с результатом 120 кг в рывке и 152,5 кг в толчке стал 10-м.
На Чемпионате мира по тяжёлой атлетике в Дохе стал 7-м.
Уже на следующем Чемпионате мира, который состоялся в Санто-Доминго он стал 4-м, заняв второе место в упражнении толчок.
На следующей Олимпиаде-2008 в Пекине в весовой категории до 62 кг с результатом 120 кг в рывке и 155 кг в толчке стал 11-м.
На Олимпиаде в Лондоне в категории до 62 кг с результатом 285 кг в сумме (127 кг в рывке, 158 кг в толчке) стал опять 10-м.